# Ca n'Horta (Sant Feliu de Buixalleu)
Ca n'Horta és una masia de Sant Feliu de Buixalleu (Selva) inclosa a l'Inventari del Patrimoni Arquitectònic de Catalunya.

## Descripció
Masia aïllada, situada molt a prop de la carretera i orientada al sud, al nucli de Sant Feliu de Buixalleu.
L'edifici va ser edificat en diverses etapes. El cos central consta de planta baixa, pis i golfes, i està cobert per una teulada a doble vessant, desaiguada als laterals, i amb ràfec d'una filera de teula girada.
A la planta baixa hi ha unes escales que donen accés a la porta d'entrada, amb arc de mig punt, format per dovelles de pedra i carreus als brancals. A dreta i esquerra de la porta d'entrada, una finestra amb llinda monolítica, brancals i ampit de pedra.
Al pis hi ha tres obertures amb llinda monolítica i brancals i ampit de pedra. L'obertura de la dreta és un balcó amb barana de ferro forjat i llosana de pedra.
A les golfes hi ha tres finestres amb llinda monolítica i brancals i ampit de pedra. Sobre la finestra central de les golfes, hi ha les restes d'una antiga politja.
La façana està arrebossada i pintada de color blanc. A més hi ha un rellotge solar. Adossada al costat dret, hi ha l'antiga massoveria, amb un porxo d'entrada, que actualment forma part de l'habitatge dels propietaris.

## Història
Els documents conservats daten la primera construcció l'any 966. Posteriorment, l'any 1152, es va cremar la masia i es va realitzar la primera reconstrucció. L'any 1620 es va tornar a cremar, però no seria reconstruïda de nou fins al 1640. A partir d'aquest moment s'ha conservat pràcticament igual. La casa torna a ser documentada l'any 1860, amb la construcció de l'annex.
La masia fou propietat de la família Orta, de la qual va prendre el nom fins a l'any 1700 en què havent-hi només descendència femenina l'hereva es casava amb un Dalmau i la masia passava a dir-se Dalmau-Orta. Malgrat aquest canvi, la masia era coneguda com a Can Orta. Aquesta nova família Dalmau era constituïda per dos germans, un d'ells General Carlista (Domingo dalmau Quadre) i l'altre General Isabelí (Francisco Dalmau Quadre). En finalitzar la guerra el general isabelí hagué de marxar de la casa.